# لورينز كونراد بيترز
لورينز كونراد بيترز (بالألمانية: Lorenz Conrad Peters)‏ (و. 1885 – 1949 م) هو مؤلف، وكاتب ألماني، توفي في آرهوس، عن عمر يناهز 64 عاماً.